# Porte de Saint-Cloud (métro de Paris)
Pour les articles homonymes, voir Saint-Cloud (homonymie).
Porte de Saint-Cloud est une station de la ligne 9 du métro de Paris, située dans le 16e arrondissement de Paris.

## Situation
La station est située sous la place de la Porte-de-Saint-Cloud, entre le boulevard périphérique et le début de la rue Michel-Ange. 
Les stations encadrantes sont Marcel Sembat, au sud-ouest, et Exelmans, au nord.
Un raccordement à l'ouest de la station, la « voie Murat », permet d'atteindre la station fantôme dénommée Porte Molitor et, au-delà, la ligne 10 au sud-ouest de la « boucle d'Auteuil ».

## Histoire
Elle fut, après sa construction, le terminus ouest de la ligne 9 entre 1923 et 1934. Elle porte comme sous-titre Parc des Princes en raison de sa proximité avec le stade du Parc des Princes.
En 2019, 5 174 694 voyageurs sont entrés à cette station ce qui la place à la 77e position des stations de métro pour sa fréquentation.
En 2020, avec la crise du Covid-19, 2 576 290 voyageurs sont entrés dans cette station ce qui la place à la 80e position des stations de métro pour sa fréquentation.
En 2021, la fréquentation remonte progressivement, avec 3 485 946 voyageurs qui sont entrés dans cette station ce qui la place à la 78e position des stations de métro pour sa fréquentation.

## Services aux voyageurs

### Accès
La station dispose de sept accès.
- Accès no 1 « Parc des Princes »
- Accès no 2 « avenue Édouard-Vaillant Paris »
- Accès no 3 « avenue Georges-Lafont »
- Accès no 4 « rue Gudin »
- Accès no 5 « avenue de Versailles »
- Accès no 6 « boulevard Murat »
- Accès « Gare Routière »

Accès à la station
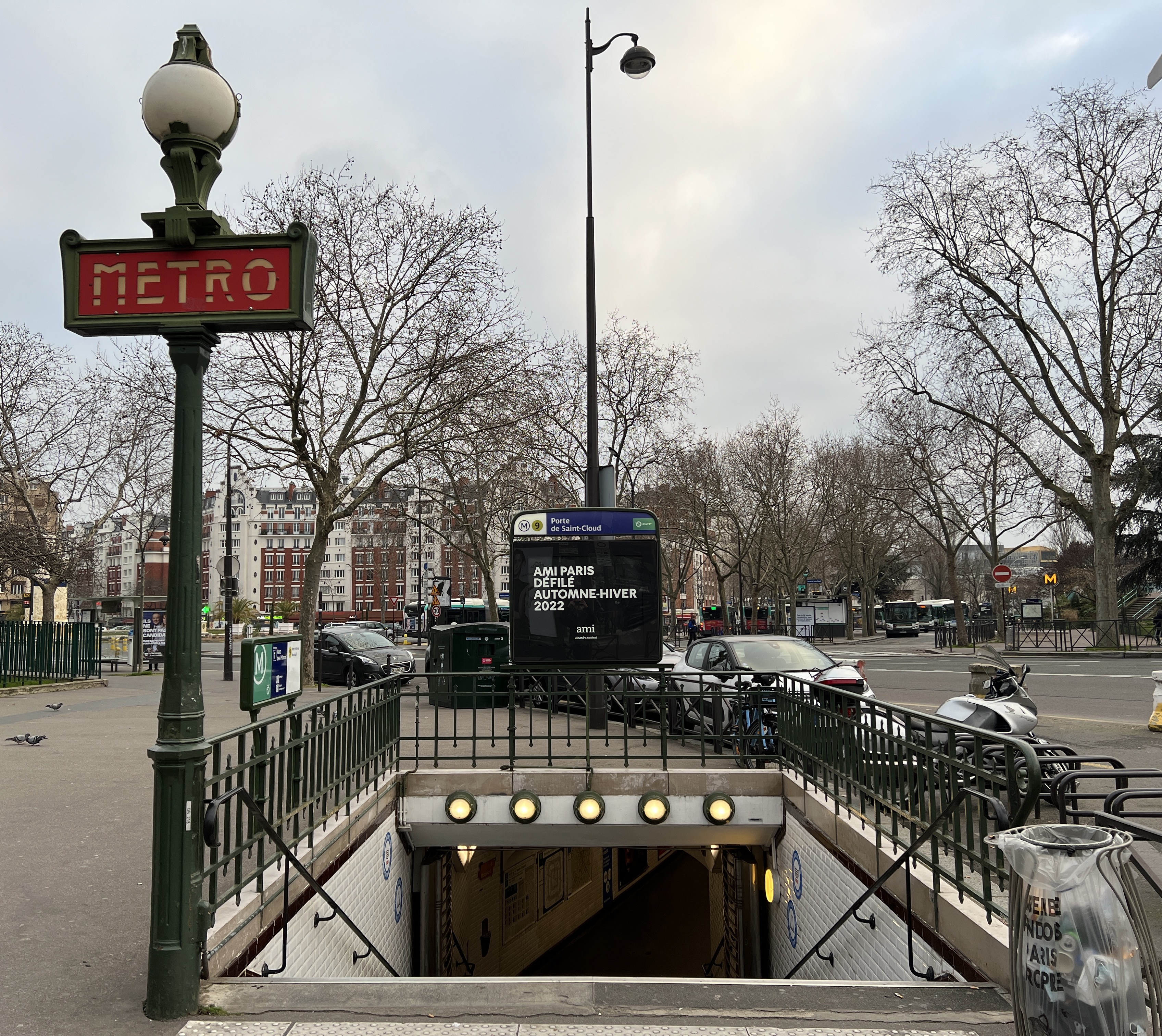
L'accès no 1 « Parc des Princes ».
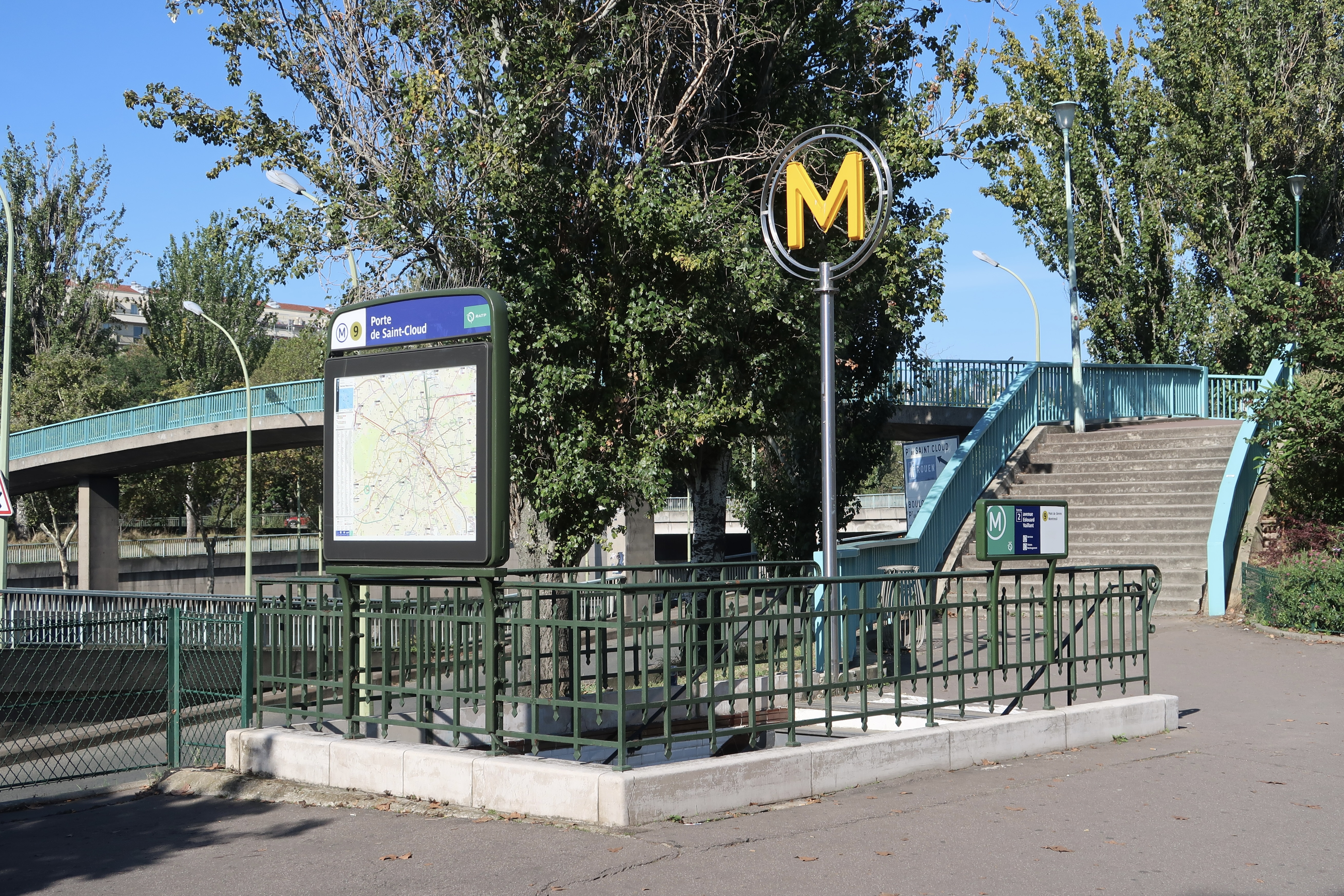
L'accès no 2 « Avenue Édouard-Vaillant ».
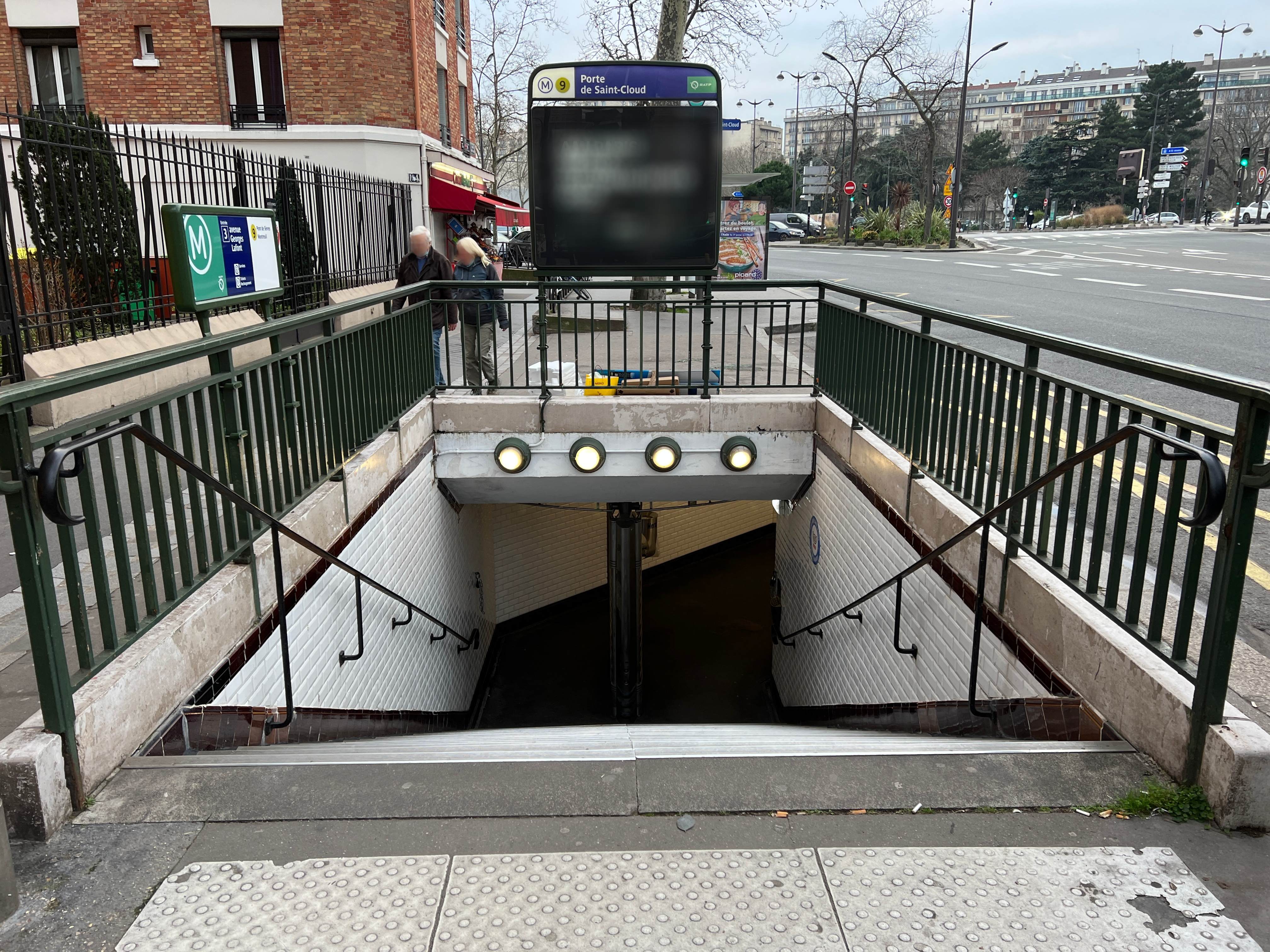
L'accès no 3 « Avenue Georges-Lafont ».
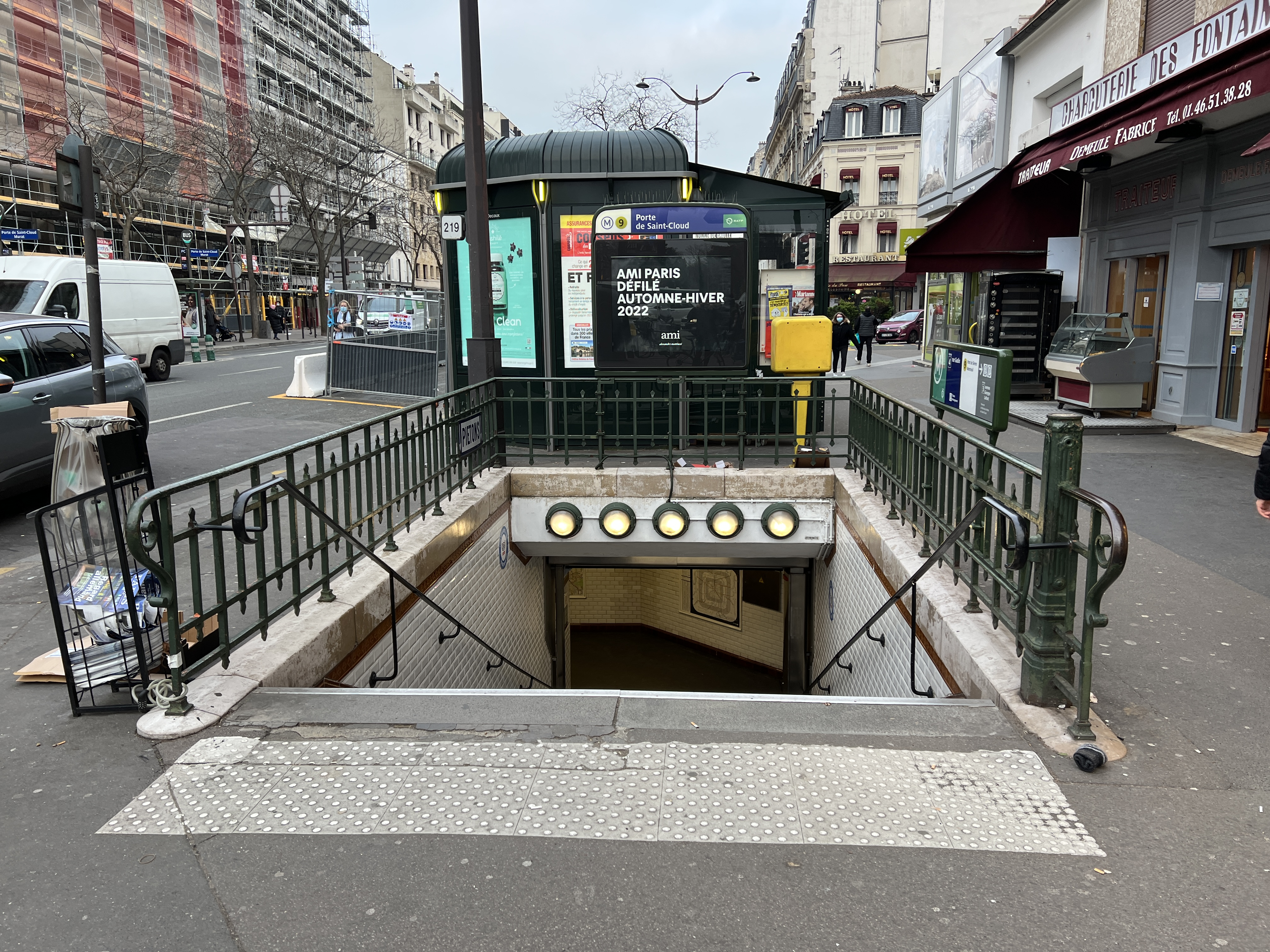
L'accès no 4 « Rue Gudin ».
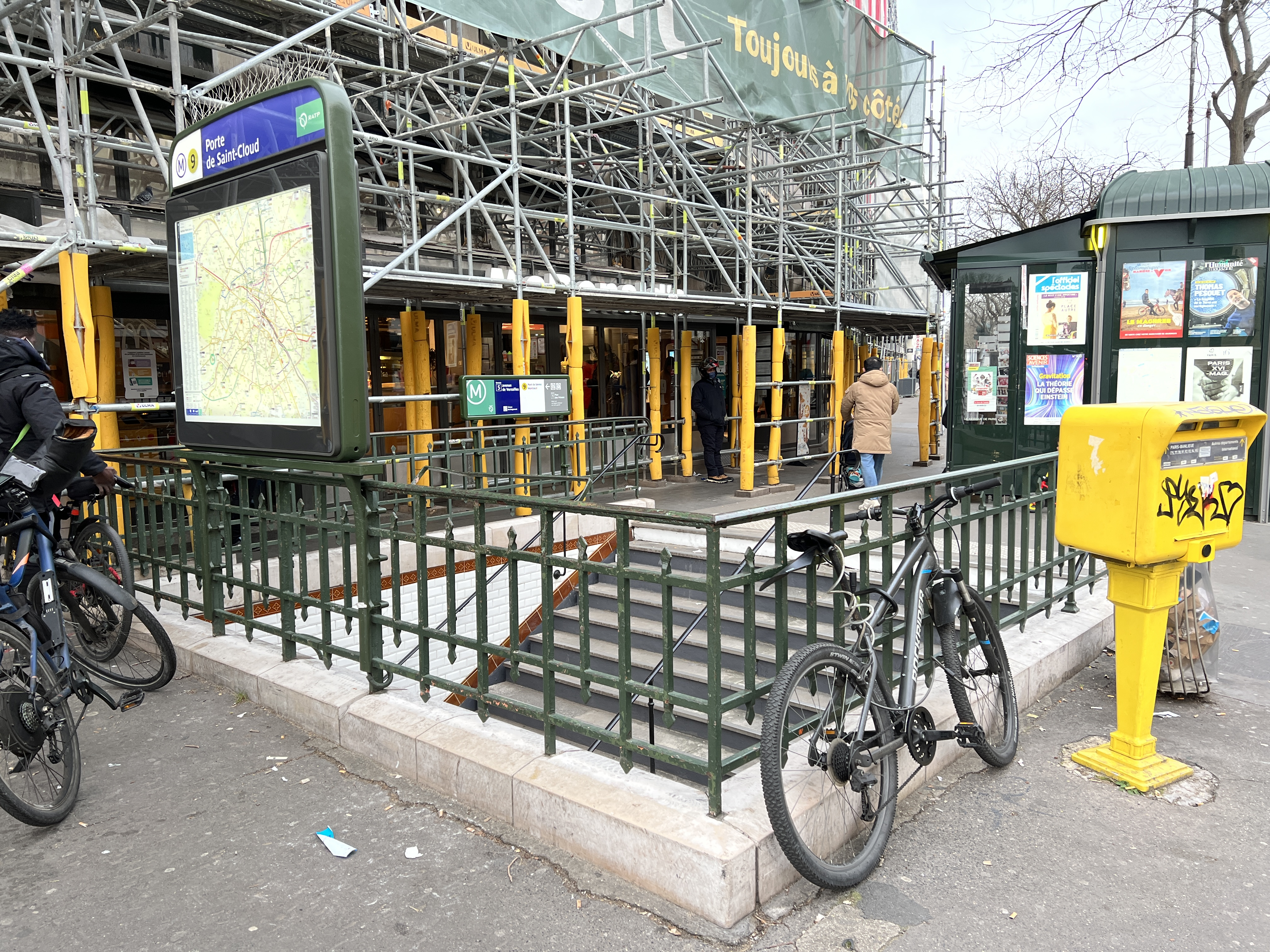
L'accès no 5 « Avenue de Versailles ».
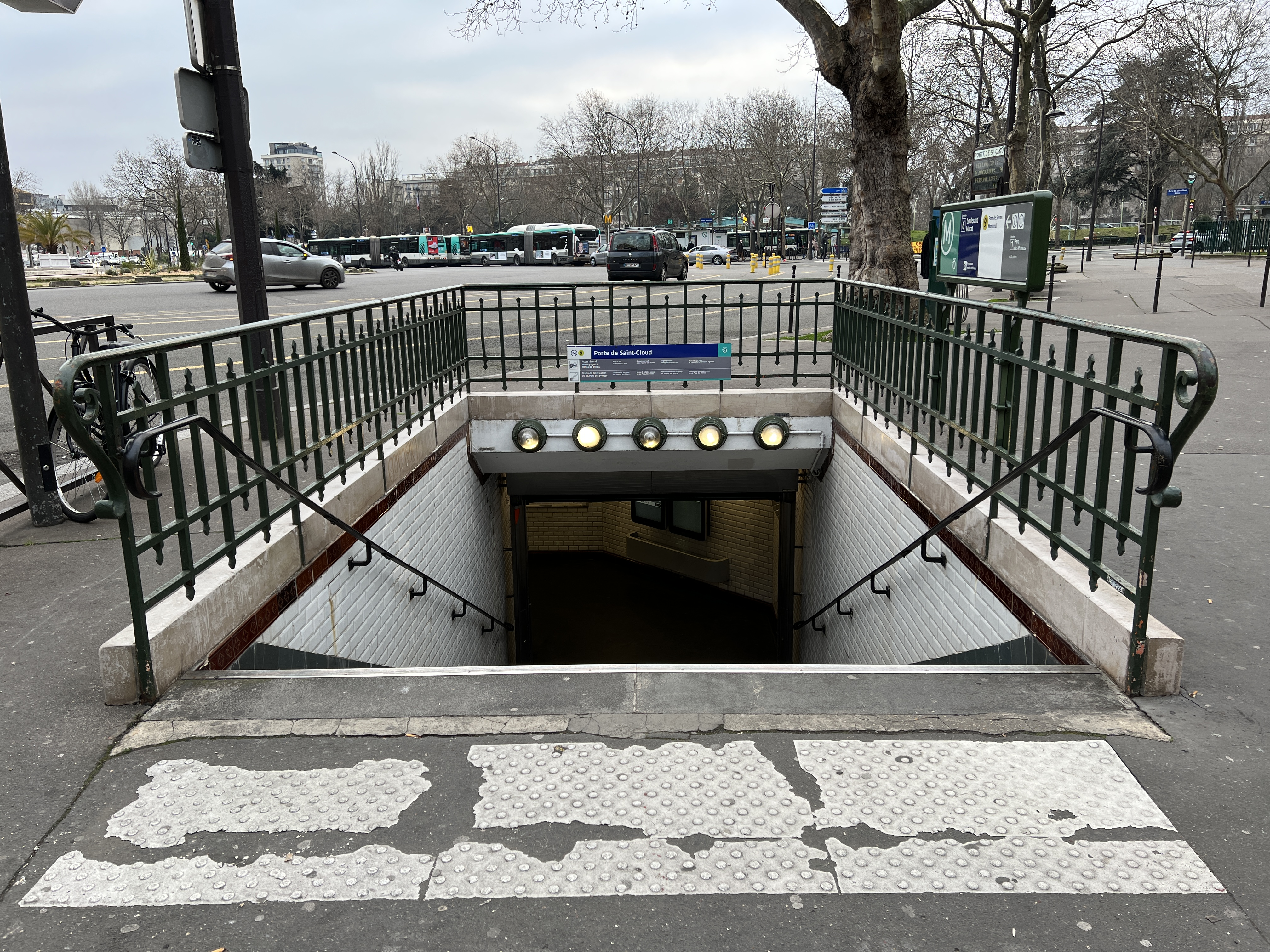
L'accès no 6 « Boulevard Murat ».
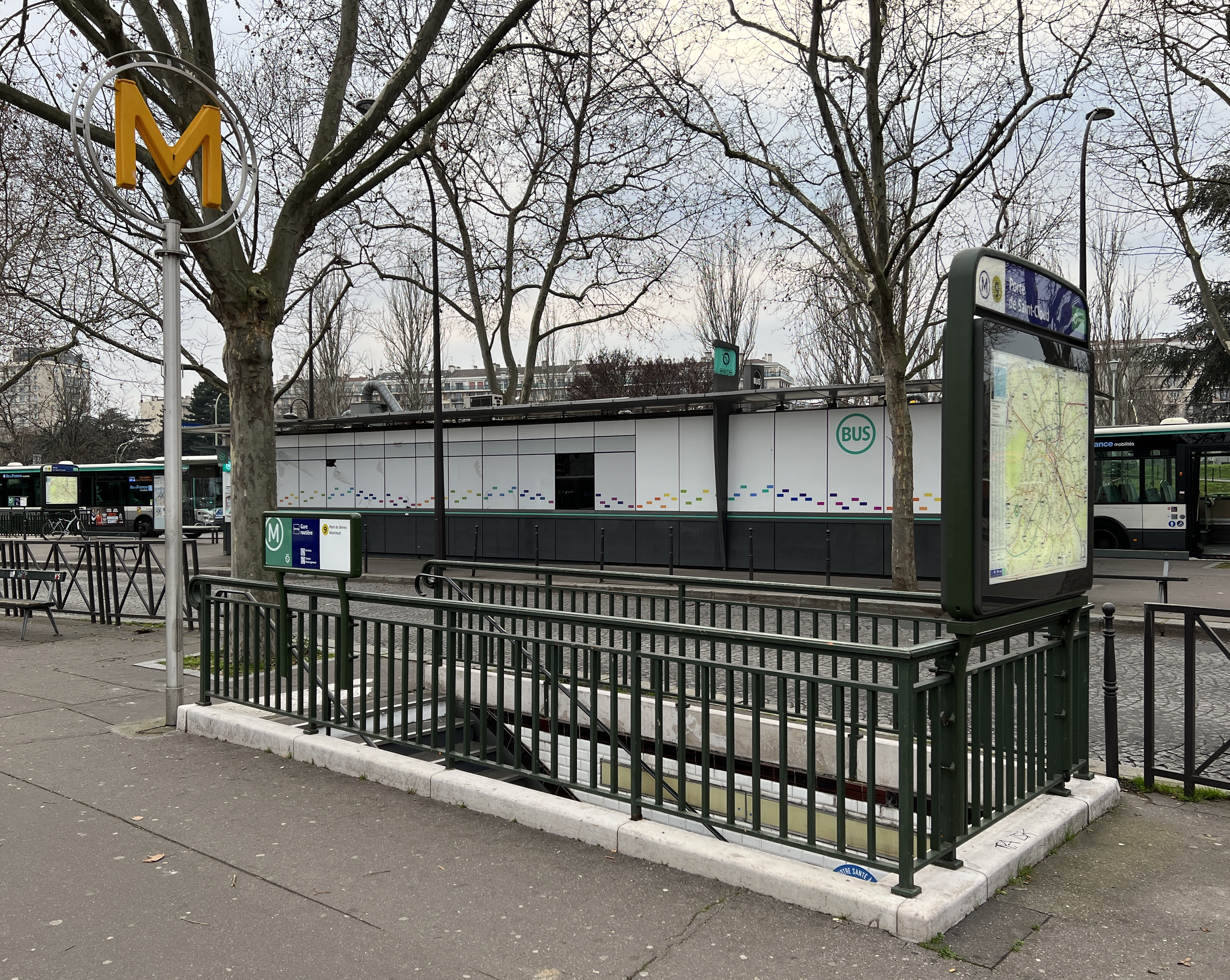
L'accès « Gare Routière ».

.

### Quais
Cette station a une configuration particulière. Elle est composée de trois quais et de quatre voies : elle possède deux voies encadrées par deux quais côté nord-ouest et un quai central encadré de deux voies y est juxtaposé côté sud-est (de fait une voie est entourée de deux quais).

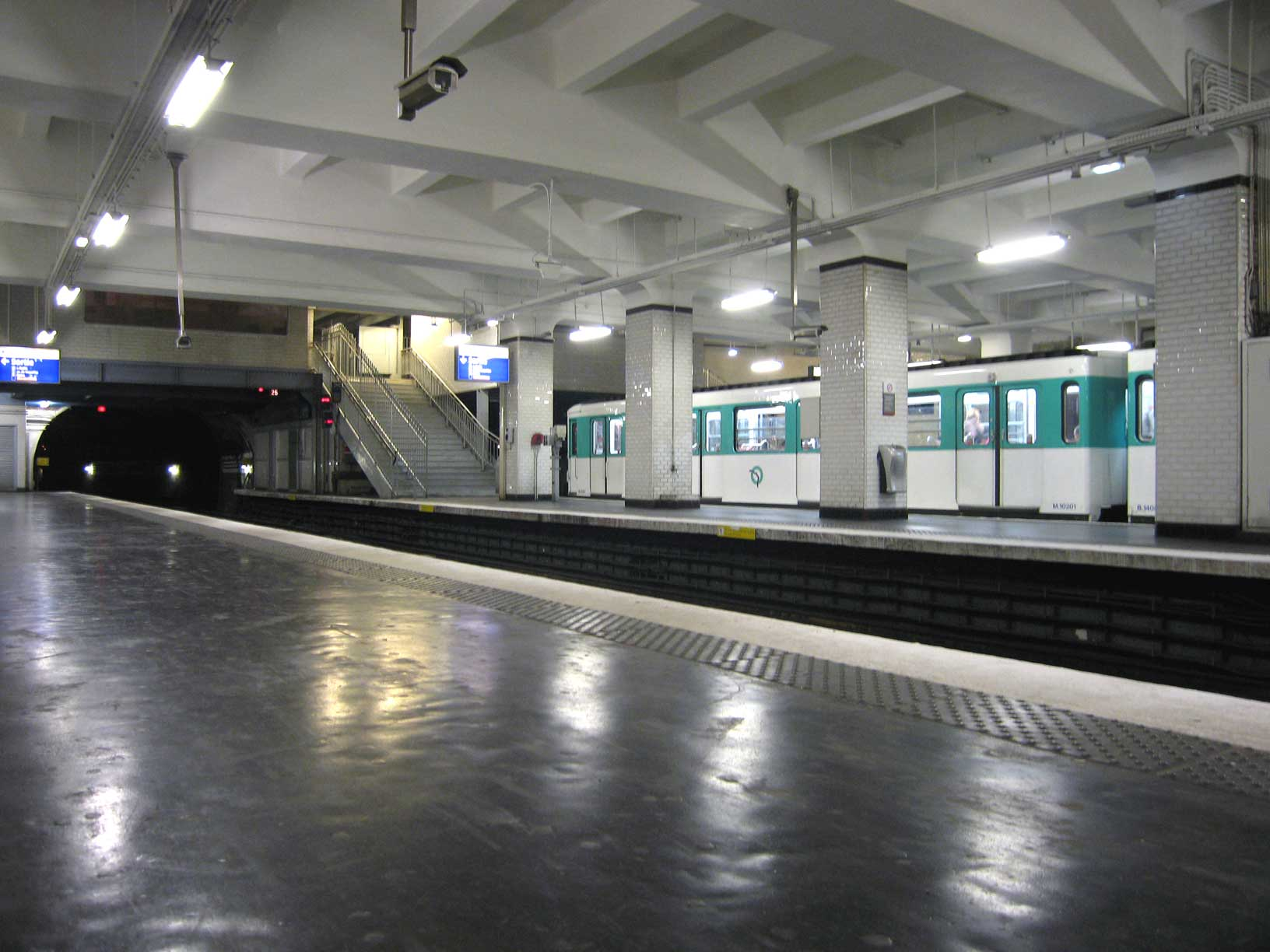
La station au niveau des quais.
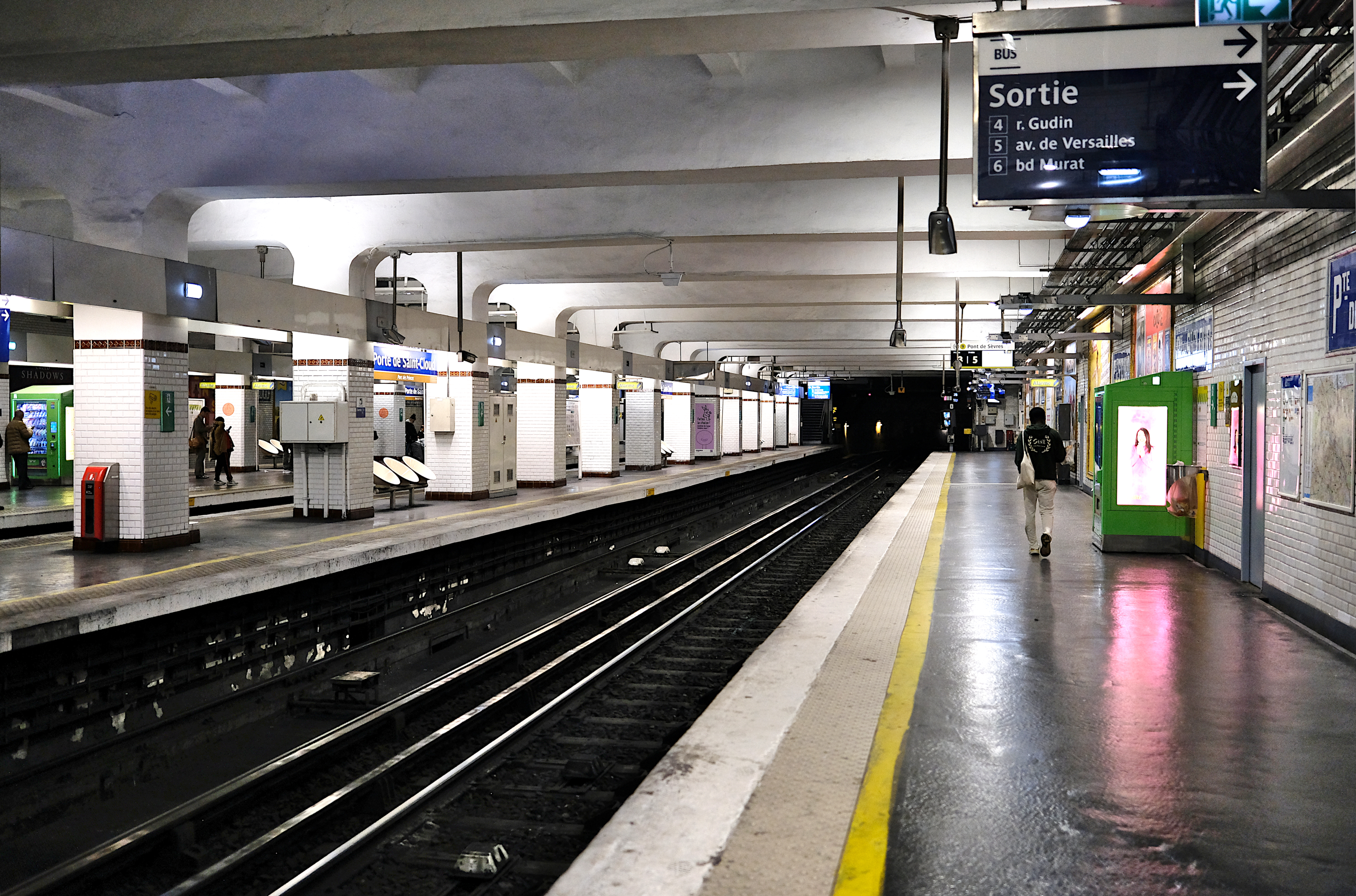
Autre vue.

Les trains en provenance de Mairie de Montreuil et en direction de Pont de Sèvres ne peuvent s'arrêter que sur la voie la plus à droite.
Les trains en provenance de Pont de Sèvres et en direction de Mairie de Montreuil circulent en général sur la voie la plus à droite mais les deux voies centrales utilisées pour du stationnement de longue durée ou dégarage des trains permettent également des départs de missions vers Montreuil.

### Intermodalité
La station est desservie :
- par les lignes 22, 42, 62, 72, PC, 175, 189 et 289 du réseau de bus RATP ;
- par la ligne 3754 du réseau de bus de Sénart ;
- et, la nuit, par les lignes N12 et N61 du réseau Noctilien.

## À proximité
- Parc des Princes
- Hôpital Henri-Dunant
- Lycée Claude-Bernard
- Stade Pierre-de-Coubertin
- Fontaines de la porte de Saint-Cloud